# 그렉 필즈
그렉 필즈(영어: Greg Fields 그레그 필즈[*], 1990년 8월 21일 ~ )는 미국의 전직 스타크래프트 II 프로게이머이다. IdrA (The Gracken)라는 아이디를 사용한다. 각종 돌발 행동으로 인해 악동이라는 별명을 가지고 있다.

## 프로게이머

### 스타크래프트
2007년 4월 IEG에서 개최한 스타크래프트 토너먼트 시즌1에서 우승하면서 곧바로 한국으로 건너와 이스트로의 연습생이 되었다.
2008년 하반기 드래프트에서 이스트로의 추천선수로 정식 입단하였다. 2008년 9월 CJ 엔투스로 이적했다가, 2010년 8월 재계약을 하지 않고 탈퇴하였다. 스타크래프트 종족은 테란이었다.

### 스타크래프트 II
2010년 GSL에 저그로 참가하면서 스타크래프트 II의 게이머로 활동하였다.
2011년 GSL Jan Code-S를 마지막으로 차기 GSL 출전권을 포기하고 한국을 떠나 미국으로 돌아간다.
2013년 5월 계속된 무례함으로 인해 결국 이블 지니어스에서 방출을 당했다.
팀에서 방출당한 후 은퇴를 선언, 게임 해설자로 전향했다.

## 수상 경력

#### 스타크래프트
- 2009년 WCG 2009 8강
- 2009년 IEF 2009 3위 (올렉시 크루프니크 vs 2:1)
- 2009년 ESWC Masters of Cheonan 1st place
- 2009년 GOM Valor Tournament 1st place
- 2009년 sc2gg Starleague 1st place
- 2007년 eSTRO SuperStars Tournament 1st place
- ASL 3rd place
- Zotac Cups 2, 8, 9 1st place
- 2007년 WCG USA 2007 5th
- 2008년 WCG USA 2008 5th

#### 스타크래프트 II
- 2010년 TG삼보-인텔 STARCRAFT II OPEN Season 1 32강
- 2010년 소니 에릭슨 STARCRAFT II OPEN Season 2 16강
- 2010년 소니 에릭슨 STARCRAFT II OPEN Season 3 32강
- 2011년 소니 에릭슨 STARCRAFT II GSL TOUR Jan Code-S 8강
- 2011년 IEM Season VI - Global Challenge Guangzhou 우승

## 인용
1. ↑  http://www.thisisgame.com/board/view.php?id=984791&category=13438%5B깨진+링크(과거+내용+찾기)%5D